# Liga Femenina 2 de baloncesto 2005-06
La Liga Femenina 2 de baloncesto 2005-06 fue la 5.ª temporada de la segunda máxima competición de clubes femeninos de baloncesto en España, organizada por la Federación Española de Baloncesto.

## Formato
- Liga regular: participaron 28 equipos divididos en dos grupos de 14 equipos. En cada grupo jugaron todos contra todos en partidos de ida/vuelta en 26 jornadas.
- Fase final: los cuatro primeros de ambos grupos disputaron en una misma sede la fase de ascenso a Liga Femenina, se dividieron en dos grupos de cuatro equipos, dos del grupo A y 2 del grupo B según el orden de clasificación. Los dos mejores de cada grupo pasaron a las semifinales. El ganador de cada una de ellas ascendió deportivamente a Liga Femenina.También se disputaron la final entre los dos ganadores y el partido por el tercer y cuarto puesto.[1]
- Playoffs de descenso: lo disputaron el 12.º (Gr. A) contra el 13.º (Gr. B) y  el 12.º (Gr. B) contra el 13.º (Gr. A), al mejor de tres partidos. Descenderían a Primera División Femenina los dos perdedores, así como los últimos clasificados de cada grupo (14.º) al final de la liga regular.

## Equipos por comunidad autónoma

### Grupo A
| Comunidad autónoma  | N.º | Equipos |
| ------------------- | --- | --- |
| Andalucía           | 2   | CD Universidad de Córdoba (Córdoba) Universidad Málaga (Málaga)                                                                        |
| Asturias            | 1   | ADBA (Avilés) |
| Castilla y León     | 1   | Caja Rural Verona Norte (Zamora) |
| Castilla-La Mancha  | 1   | Alvargómez (Guadalajara) |
| Comunidad de Madrid | 3   | Rivas Futura (Rivas-Vaciamadrid) Thebas Real Canoe NC (Madrid) Club Baloncesto Majadahonda (Majadahonda)                               |
| Extremadura         | 2   | Don Frío - Cáceres 2016 (Cáceres) Baloncesto Armijo Badajoz (Badajoz)                                                                  |
| Galicia             | 4   | Vidrogal - Alumisan (Santiago de Compostela) CB Arxil Comervia (Pontevedra) Pabellón Ourense (Orense) Extrugasa (Villagarcía de Arosa) |

### Grupo B
| Comunidad autónoma   | N.º | Equipos |
| -------------------- | --- | --- |
| Aragón               | 1   | La Bella Easo Casablanca (Zaragoza) |
| Canarias             | 1   | Isla de Tenerife (Santa Cruz de Tenerife) |
| Cataluña             | 6   | Segle XXI (Barcelona) SR Lima-Horta (Barcelona) BF Viladecans Estrusal (Viladecans) CB Valls - Chrysalis (Valls) Set 96 - CB Olesa (Olesa de Montserrat) UE Mataró (Mataró) |
| Comunidad Valenciana | 2   | CB Vinaròs Augimar (Vinaroz) Akra Costablanca (Alicante) |
| Islas Baleares       | 2   | Nacex Jovent (Palma) Joventut Mariana Olis Sóller (Sóller) |
| País Vasco           | 2   | Irlandesas (Lejona) Tabirako Baqué (Durango) |

## Liga Regular

### Grupo A
| | Equipo                      | Puntos | J  | G  | P  | PF   | PC   | DP    |
| --- | --------------------------- | ------ | -- | -- | -- | ---- | ---- | ----- |
| 1 | Extrugasa                   | 50     | 26 | 24 | 2  | 2049 | 1457 | 592   |
| 2 | Rivas Futura                | 48     | 26 | 22 | 4  | 2039 | 1675 | 364   |
| 3 | Thebas Real Canoe NC        | 44     | 26 | 18 | 8  | 1935 | 1636 | 299   |
| 4 | Alvargómez                  | 41     | 26 | 15 | 11 | 1858 | 1775 | 83    |
| 5 | Caja Rural Verona Norte     | 40     | 26 | 14 | 12 | 1913 | 1843 | 70    |
| 6 | Vidrogal - Alumisan         | 40     | 26 | 14 | 12 | 1881 | 1805 | 76    |
| 7 | Pabellón Ourense            | 39     | 26 | 13 | 13 | 1838 | 1773 | 65    |
| 8 | Don Frío - Cáceres 2016     | 39     | 26 | 13 | 13 | 1745 | 1795 | -50   |
| 9 | Baloncesto Armijo Badajoz   | 39     | 26 | 13 | 13 | 1718 | 1694 | 24    |
| 10 | Club Baloncesto Majadahonda | 37     | 26 | 11 | 15 | 1625 | 1678 | -53   |
| 11 | CD Universidad de Córdoba   | 37     | 26 | 11 | 15 | 1760 | 1838 | -78   |
| 12 | CB Arxil Comervia           | 36     | 26 | 10 | 16 | 1820 | 1865 | -45   |
| 13 | ADBA                        | 30     | 26 | 4  | 22 | 1713 | 1948 | -235  |
| 14 | Universidad Málaga          | 26     | 26 | 0  | 26 | 1137 | 2249 | -1112 |
| Fuente: Federación Española de Baloncesto: Clasificación de la Liga Femenina 2 - Grupo A; actualización automática |                             |        |    |    |    |      |      |       |

### Grupo B
| | Equipo                       | Puntos | J  | G  | P  | PF   | PC   | DP   |
| --- | ---------------------------- | ------ | -- | -- | -- | ---- | ---- | ---- |
| 1 | Nacex Jovent                 | 48     | 26 | 22 | 4  | 1746 | 1506 | 240  |
| 2 | Joventut Mariana Olis Sóller | 47     | 26 | 21 | 5  | 1872 | 1645 | 227  |
| 3 | BF Viladecans Estrusal       | 43     | 26 | 17 | 9  | 1755 | 1628 | 127  |
| 4 | Irlandesas                   | 42     | 26 | 16 | 10 | 1623 | 1555 | 68   |
| 5 | Set 96 - CB Olesa            | 41     | 26 | 15 | 11 | 1818 | 1701 | 117  |
| 6 | UE Mataró                    | 40     | 26 | 14 | 12 | 1641 | 1633 | 8    |
| 7 | Akra Costablanca             | 39     | 26 | 13 | 13 | 1635 | 1642 | -7   |
| 8 | CB Vinaròs Augimar           | 39     | 26 | 13 | 13 | 1599 | 1654 | -55  |
| 9 | Isla de Tenerife             | 38     | 26 | 12 | 14 | 1856 | 1813 | 43   |
| 10 | Segle XXI                    | 37     | 26 | 11 | 15 | 1559 | 1582 | -23  |
| 11 | La Bella Easo Casablanca     | 35     | 26 | 9  | 17 | 1619 | 1691 | -72  |
| 12 | SR Lima-Horta                | 35     | 26 | 9  | 17 | 1464 | 1582 | -118 |
| 13 | Tabirako Baqué               | 32     | 26 | 6  | 20 | 1483 | 1747 | -264 |
| 14 | CB Valls - Chrysalis         | 30     | 26 | 4  | 22 | 1482 | 1773 | -291 |
| Fuente: Federación Española de Baloncesto: Clasificación de la Liga Femenina 2 - Grupo B; actualización automática |                              |        |    |    |    |      |      |      |

## Fase Final

### Grupo 1
| | Equipo                       | Puntos | J | G | P | PF  | PC  | DP  |
| --- | ---------------------------- | ------ | - | - | - | --- | --- | --- |
| 1 | Extrugasa                    | 6      | 3 | 3 | 0 | 253 | 178 | 75  |
| 2 | Joventut Mariana Olis Sóller | 5      | 3 | 2 | 1 | 229 | 220 | 9   |
| 3 | Alvargómez                   | 4      | 3 | 1 | 2 | 190 | 208 | -18 |
| 4 | BF Viladecans Estrusal       | 3      | 3 | 0 | 3 | 178 | 244 | -66 |
| Fuente: Federación Española de Baloncesto: Clasificación de la Liga Femenina 2 - Final Grupo 1; actualización automática |                              |        |   |   |   |     |     |     |

### Grupo 2
| | Equipo               | Puntos | J | G | P | PF  | PC  | DP  |
| --- | -------------------- | ------ | - | - | - | --- | --- | --- |
| 1 | Rivas Futura         | 5      | 3 | 2 | 1 | 230 | 212 | 18  |
| 2 | Nacex Jovent         | 5      | 3 | 2 | 1 | 217 | 231 | -14 |
| 3 | Thebas Real Canoe NC | 4      | 3 | 1 | 2 | 217 | 212 | 5   |
| 4 | Irlandesas           | 4      | 3 | 1 | 2 | 205 | 214 | -9  |
| Fuente: Federación Española de Baloncesto: Clasificación de la Liga Femenina 2 - Final Grupo 2; actualización automática |                      |        |   |   |   |     |     |     |

### Semifinales/Final
|  | Semifinales | Semifinales                  | Semifinales  |              |           | Final                        | Final                        | Final        |  |
|  |             |                              |              |              |           |                              |                              |              |  |
|  |             |                              |              |              |           |                              |                              |              |  |
|  | 1           | Extrugasa                    | 83           |              |           |                              |                              |              |  |
|  | 1           | Extrugasa                    | 83           |              |           |                              |                              |              |  |
|  | 2           | Nacex Jovent                 | 75           |              |           |                              |                              |              |  |
|  | 2           | Nacex Jovent                 | 75           |              | Extrugasa | Extrugasa                    | 97                           |              |  |
|  |             |                              |              |              | Extrugasa | Extrugasa                    | 97                           |              |  |
|  |             |                              | Rivas Futura | Rivas Futura | 89        |                              |                              |              |  |
|  | 2           | Joventut Mariana Olis Sóller | Rivas Futura | Rivas Futura | 89        | 73                           |                              |              |  |
|  | 2           | Joventut Mariana Olis Sóller |              |              |           | 73                           |                              |              |  |
|  | 1           | Rivas Futura                 | 85           |              |           | Tercer lugar                 | Tercer lugar                 | Tercer lugar |  |
|  | 1           | Rivas Futura                 | 85           |              |           | Tercer lugar                 | Tercer lugar                 | Tercer lugar |  |
|  |             |                              |              |              |           |                              |                              |              |  |
|  |             |                              |              |              |           | Nacex Jovent                 | Nacex Jovent                 | 71           |  |
|  |             |                              |              |              |           | Nacex Jovent                 | Nacex Jovent                 | 71           |  |
|  |             |                              |              |              |           | Joventut Mariana Olis Sóller | Joventut Mariana Olis Sóller | 75           |  |
|  |             |                              |              |              |           | Joventut Mariana Olis Sóller | Joventut Mariana Olis Sóller | 75           |  |
|  |             |                              |              |              |           |                              |                              |              |  |

## Playoffs de descenso
|  | Semifinales | Semifinales       | Semifinales   | Semifinales   | Semifinales |    |                | Descensos      | Descensos | Descensos |  |
|  |             |                   |               |               |             |    |                |                |           |           |  |
|  |             |                   |               |               |             |    |                |                |           |           |  |
|  | 12A         | CB Arxil Comervia | 61            | 68            | –           |    |                |                |           |           |  |
|  | 12A         | CB Arxil Comervia | 61            | 68            | –           |    |                |                |           |           |  |
|  | 13B         | Tabirako Baqué    | 43            | 50            | –           |    |                |                |           |           |  |
|  | 13B         | Tabirako Baqué    | 43            | 50            | –           |    | Tabirako Baqué | Tabirako Baqué | 0-2       |           |  |
|  |             |                   |               |               |             |    | Tabirako Baqué | Tabirako Baqué | 0-2       |           |  |
|  |             |                   | SR Lima-Horta | SR Lima-Horta | 1-2         |    |                |                |           |           |  |
|  | 12B         | SR Lima-Horta     | SR Lima-Horta | SR Lima-Horta | 1-2         | 60 | 64             | 59             |           |           |  |
|  | 12B         | SR Lima-Horta     |               |               |             | 60 | 64             | 59             |           |           |  |
|  | 13A         | ADBA              | 68            | 59            | 60          |    |                |                |           |           |  |
|  | 13A         | ADBA              | 68            | 59            | 60          |    |                |                |           |           |  |
|  |             |                   |               |               |             |    |                |                |           |           |  |

## Postemporada
Ascendieron a Liga Femenina:
- Extrugasa (Campeonas).
- Rivas Futura (Subcampeonas).

Descendieron de Liga Femenina:
- Universitario de Ferrol.
- Cadi la Seu d'Urgell.

Descendieron a Primera División Fem:
- Universidad Málaga.
- CB Valls - Chrysalis.
- Tabirako Baqué.
- SR Lima-Horta.

Renunció a la Liga Femenina 2:
- Akra Costablanca.

Ascendieron desde Primera División Fem:
- Garbaprom Bembibre PDM.
- Fundal Alcobendas.
- Femení Sant Adrià.
- CB Uni-Cajacanarias.
- Uni Girona (al ocupar vacantes).

La Liga Femenina 2 continuaría con 28 equipos en la siguiente temporada.